# Clark Point
Der Clark Point ist eine Landspitze an der Banzare-Küste des ostantarktischen Wilkeslands. Sie liegt auf der Ostseite der Einfahrt zur Paulding Bay.
Eine erste Kartierung nahm der US-amerikanische Kartograf Gardner Dean Blodgett anhand von Luftaufnahmen der US-amerikanischen Operation Highjump (1946–1947) vor. Das Advisory Committee on Antarctic Names benannte die Landspitze 1955 nach George W. Clark, Midshipman auf der Sloop Peacock während der United States Exploring Expedition (1838–1842) unter der Leitung des Polarforschers Charles Wilkes.